# El Esclavo
El Esclavo är en ort i Mexiko, tillhörande kommunen Nicolás Romero i delstaten Mexiko. El Esclavo ligger i den centrala delen av landet och tillhör Mexico Citys storstadsområde. Orten hade 1 860 invånare vid folkmätningen 2010.